# 佩德拉萨
佩德拉萨，是西班牙卡斯蒂利亚-莱昂塞戈维亚省的一个市镇。 总面积32平方公里，总人口458人（2001年），人口密度14人/平方公里。